# Mompha ochrosemia
Mompha ochrosemia é uma espécie de mariposa do gênero Mompha pertencente à família Coleophoridae.